# Neotabuda nigropilosa
Neotabuda nigropilosa är en tvåvingeart som beskrevs av Lyneborg 1980. Neotabuda nigropilosa ingår i släktet Neotabuda och familjen stilettflugor. Inga underarter finns listade i Catalogue of Life.